# Charles Vinci
Charles Thomas Jr. Vinci, conegut com a Charles Vinci, (Cleveland, 28 de febrer de 1933 - Elyria, 13 de juny de 2018) fou un aixecador estatunidenc, guanyador de dues medalles olímpiques d'or.

## Biografia
Nasqué el 28 de febrer de 1933 a la ciutat de Cleveland, població situada a l'estat d'Ohio.

## Carrera esportiva
Participà, als 23 anys, als Jocs Olímpics d'Estiu de 1956 realitzats a Melbourne (Austràlia), on aconseguí guanyar la medalla d'or en la prova masculina de pes gall (-56 kg.), un metall que aconseguí revalidar en els Jocs Olímpics d'Estiu de 1960 realitzats a Roma (Itàlia).
Al llarg de la seva carrera guanyà dues medalles en el Campionat del Món d'halterofília i dues més en els Jocs Panamericans. Fou campió del seu país entre 1954 i 1956 així com entre 1958 i 1961.